# Socket SP5
Le socket SP5 (LGA 6096) est un socket de processeur LGA à force d'insertion nulle conçu par AMD, prenant en charge ses processeurs pour serveurs Epyc basés sur Zen 4, dont le nom de code est Genoa, et qui a été lancé le 10 novembre 2022.

## Histoire
En juin 2017, avec le lancement de la première génération de processeurs Epyc pour serveurs, AMD a introduit le socket SP3. Le socket SP3 couvrait trois générations de processeurs Epyc, dont Naples, Rome et Milan. Les processeurs Genoa d’AMD contiennent jusqu’à 96 cœurs Zen 4, contre un maximum de 64 cœurs pour Milan. Pour prendre en charge les 96 cœurs de Genoa, AMD a introduit le socket SP5 avec 2022 broches de contact de plus que le socket SP3 pour fournir une plus grande alimentation et une meilleure intégrité du signal. SP5 peut fournir une puissance de crête allant jusqu’à 700 W.
Le socket SP5 prend en charge les processeurs Epyc portant le nom de code Bergamo, qui ont jusqu’à 128 petits cœurs Zen 4c et ont été lancés le 13 juin 2023.

## Caractéristiques
- Supporte 12 canaux de RAM DDR5 ECC avec une capacité maximale de 6 To par socket[4]. L'utilisation d'un système à double socket peut autoriser jusqu'à 24 canaux de RAM DDR5 ECC avec une capacité maximale de 12 To de RAM[5].
- Supporte 128 voies de PCI Express 5.0